# Rigómezei csata (1389)
A törökök elleni újabb, 1448. évi csatát lásd a Rigómezei csata (1448) c. szócikkben!
Az első rigómezei csata (más forrásokban rigóföldi csata vagy koszovói csata) a Balkán középkori történelmének sorsdöntő eseménye volt. A ma Koszovónak nevezett Rigómező területén több csata is zajlott, ezek közül az elsőre 1389. június 15-én (Szent Vitus napján) került sor a szerb erők vezette keresztény szövetségesek és az Oszmán Birodalom hadai között. Ma a Gergely-naptár alapján június 28-án van az ünnepe.
A harc kimenete, eredményei, a csatához kapcsolódó mondakör alapvető jelentőségűek a szerb nemzeti öntudat megértéséhez. Dátuma a szerbek számára szimbolikus, egyszerre jelképezi a bukást, az újjászületést és a reményt. Jelképes abból a szempontból is, hogy a szerb vér a manapság már albán többségű Koszovó területén hullott (a csata neve szerbül koszovszki boj), amelyet a szerbek nemzetük bölcsőjének tekintenek.

## Előzmények
A törökök, akik Közép-Ázsia területéről érkeztek Anatóliába, 1351-ben léptek először hadaikkal Európa területére. A Bizánci Birodalomban, az ősi császárságban erős belviszály dúlt a 14. század elején, amit a török törzsek vezére, I. Oszmán kihasznált és területet szerzett meg tőlük. A nagy államalapító után kapták a hódítók az oszmán-török nevet. Később az egyik bizánci trónkövetelő épp török katonaságot kért segítségül, így a törökök behatolhattak Bulgária területére is. Habár sok területet elfoglaltak, de nemcsak az ország bekebelezése, hanem azok meghódoltatása volt a céljuk. A vazallusi függésbe került államot, ha tovább gyengült, idővel közigazgatási értelemben is a birodalomhoz kötötte a török.
1371-ben a törökök a szerbekre és a bolgárokra nagy vereséget mértek a Marica mellett. Előzőleg ennek a folyónak a mentén található Drinápolyt (Edirnét) foglalta el I. Murád, ahová a fővárost áttette Bursából. 
Ezt követően a török csapatok elérték Havasalföldet, ahol rövidesen összecsaptak I. (Nagy) Lajos magyar király seregével. 1377-ben Bulgáriában Lajos előreküldött serege viszonylag jelentős győzelmet aratott a törökön, amelynek folytán az ellenség jó egy évtizedre felhagyott a hódításokkal, s a szerbeket és a bolgárokat nem háborgatták.
Az idő mégis a törököknek dolgozott, mert a balkáni népek között már régóta feszülő ellentétek voltak, s ezek most sem csitultak le. Egyes népeknek, mint a szerbeknek nem volt annyira egységes országuk sem, példának okáért Bosznia és Makedónia területén is több kisebb fejedelemség feküdt, amik nem voltak erősek a török terjeszkedés megállítására. Bizánccal szemben – ami egykor uralta ezeket az országokat –, még mindig mély ellenszenvük volt, de még Magyarország, a térségben talán az egyetlen erős hatalom segítségét sem akarták elfogadni, mert a segítségért hűbéri esküt kellett volna tenniük a magyar királynak, amire a makacs balkáni népek nem voltak hajlandók. A törökök az 1370-es évek végére felújították támadásaikat, és számos szerb fejedelemséget meghódoltattak.
I. Lázár szerb cár a bilećai csatában győzelmet aratott a törökön, de ezután több más ütközetben vereségek követték ezt (hercegovinai ütközet, 1386, paraćini ütközet, 1387), s I. Murád elfoglalta Ništ.
Niš eleste után Lázár nem számolt egy újabb török támadással, ezért I. Tvrtko bosnyák király támogatásával betört Magyarországra, a Szerémségbe is, hogy Luxemburgi Zsigmond ellenpártját támogassa. Az ottani magyar seregeket legyőzve több helységet is elfoglalt. Az újabb oszmán támadásoktól meglepve békét ajánlott Zsigmondnak.
Szerbia több európai uralkodótól is kért segítséget, de nem kapta meg. Végül Lázár szövetségre lépett többek közt hazája egykori ellenségeivel, I. Tvrtkóval, néhány albán fejedelemmel és Havaselvével is. A szövetség ellenben az ellentétek miatt meglehetősen gyenge volt, de mégis döntő csatára szánta el magát a szultán seregével szemben, mely rendkívül kockázatos volt.

## A szembenálló erők
Napjaink forrásaiban még mindig elfogadják azt, hogy a szerb és szövetséges csapatok negyvenezer főből álltak, míg a törökök hatvanezer katonával vonultak Szerbia ellen. Egyre több a kutatás, amely az akkori európai seregek reális létszámát igyekszik megállapítani. Minthogy a seregek ellátásra szorulnak, az akkori viszonyok nem adtak lehetőséget arra, hogy óriási seregeket fenntartsanak. A seregnek szüksége van élelmiszerre, továbbá pénzre a katonák zsoldjára és fegyverére is. Az élelem szállítása nem haladt olyan gyorsan az akkori közlekedési lehetőségek mellett, amit a külső környezeti hatások, mint a nagy esők olykor jelentősen gátoltak, ezért célszerű volt inkább annyi katonát tartani, amennyit az ország el is tud látni. A törökök erre azt a módszert használták, hogy mértéktelen rablásokhoz folyamodtak.

### A szerbek serege
Lázár szerb fejedelem saját fegyveres serege mellett állt Vuk Branković, Rigómező hercegének serege, s a Tvrtko által küldött bosnyák had, amit Vlatko Vuković irányított. Mellettük a havasalföldi vajda, Öreg Mircse (Mircea) által küldött jelentős létszámú segédhad, az albánok erősítései, azonkívül sok horvát, magyar és lengyel lovag, de voltak bolgárok, továbbá Zétából (Montenegró) is vitézek. Valószínűleg csak 12-20 000 katonával kell számolnunk a szerbek részéről.

### A török seregek
I. Murád seregében három képzett elit egység alkotta a török had magvát. A szultán 2500 fős elit lovasságot vezényelt, míg a többi reguláris lovas (a szpáhik) kb. 6000 főt tettek ki. A reguláris gyalogságot a vasfegyelmű janicsárok alkották (korábbi 5000 fős létszámukat most már csak 2000-re becsülik), akik íjakkal voltak felfegyverezve és állásaikat erős sáncok mögött vették fel. Ezek mellett voltak a könnyen felállítható, alapkiképzést (fegyverforgatást) kapott, de aránylag csekély harci értékű erők, az akindzsik és aszabok (összesen 20 000 ember). A török kiegészült a vazallusokkal is, mint a macedóniai szerbekkel, továbbá bolgárokkal és görögökkel, nagyjából 8000 emberrel. A sereg nagyjából így kevesebb mint negyvenezer emberből állhatott, de lehetséges, hogy ennél is kisebb, néhány forrás szerint csak 27 ezer.

## A csata lefolyása

a felek elhelyezkedése

A csata részletei csak töredékesen maradtak fenn, így csak annyi bizonyos, hogy egy Evremosz bég nevű görögöt bíztak meg a keresztény taktika felderítésével, kémkedéssel, és egy bizonyos Haidar volt az oszmán tüzérek parancsnoka. A szerbeknek is voltak ágyúik. Ebben az időszakban ágyúkkal csak kő- vagy vasgolyókat lőttek, ezért nem voltak hadi szempontból túlságosan hatékonyak. Legfeljebb a lovak és a gyalogság megfélemlítésére voltak alkalmasak. A későbbi állításokkal szemben, melyek a vereséget próbálták megmagyarázni, a szerbek igen korszerűen fel voltak a harcra készülve. Először a keresztények nehézpáncélzatú lovasai támadtak nehézkes galoppban, amit az oszmánok ágyúgolyókkal, azután íjászokkal kíséreltek meg megállítani. I. Bajazid oszmán szultán arról hagyott hírt, hogy széles sávot vágtak az oszmán fősereg vonalaiba és a bal szárnyba, melyet Jakub vezetett. Először Bajazid beavatkozása tudta csak a szerbeket megállítani. További részletek a csatáról nem maradtak fenn.
Arról, hogy a csata végül is kinek a győzelmével végződött, még a kortársak között is megoszlottak a vélemények. A francia Philippe de Mézières, Ignatyij Szmoljanyin orosz szerzetes, az anales ragusi anonymi Dubrovnikból és a bosnyák király üzenete Firenzébe és Trogirba keresztény győzelmet ünnepelt. A párizsi Notre-Dame harangjait is megkongatták.
A török források igen szegények és keserűen emlegetik az eseményt, valószínűleg a szultán halála miatt, akit egy Miloš Obilić (v. Kobelić) nevű szerb nemes ölt meg.
A csata valószínűleg úgy ért véget, hogy miközben a szerbek már majdnem fölénybe kerültek, Branković övéivel kivonult a csatából, ami zavart okozott a szövetségesek közt. Ezt a törökök kihasználták, és visszavágva elsöpörték a szerb hadakat.
A győzelem után Bajazid visszavonult Drinápolyba, az akkori török fővárosba, hogy trónját biztosítsa. Valószínűleg ezt értékelték a tudósítók „keresztény győzelemnek”.
Lázár özvegyének, Milicának el kellett ismernie I. Bajazid oszmán szultán főségét. A röviddel a csata után indított magyar támadást csak török segítséggel tudták visszaverni (Zsigmond megtámadta a meggyengült Szerbiát, hogy gyepűt teremtsen a magyar határ és a törökök között). Ezek az események tették a rigómezei csatát a szerbek legnagyobb győzelmévé és bukásává is egyben.

## A csata legendája
A szerb hagyományokban ma is élő legenda a jó és a rossz közötti harccá stilizálta a keletről jövő hadak előnyomulását. A legenda szerint Lázárnak két választása volt: a földi vagy a mennyei birodalom. Ő mártírhalálával az utóbbit, az örök életet választotta, a szerb ortodox egyház szentje is lett. Az ő és lovagjainak példája védte meg a szerbeket az iszlamizálástól is. Ereklyéit szerb menekültek az akkori Magyarországra, a Szerémségbe menekítették a törökök elől. Ez volt a magyarországi szerb betelepülés kezdete is.
Lázár mellett, akit a legbölcsebb szerb fejedelemként emlegetnek, akadt több más személyiség is a rigómezei legendakörben, mint Ivan Kosančić és Toplica Milan. Az első olyan hatalmas volt, a második pedig olyan szép, mint senki más. Ők szerepelnek például az egyik szerb eposzban, A rigómezei lányban, ahol egy fiatal lány a vőlegényét (Toplica Milant) keresi az elesettek között. A rigómezei lány a csatatéren megitatja a sebesült szerb katonát – ez a jelenet Szerbiában a kegyelem egyik szimbólumává vált. Valamint Lázár zászlósa, Pavle Orlović, Stefan Mušić aki halált megvető hűséggel lovagol Lázárral a halálba.[pontosabban?] A vén Jug Bogdán a kilenc fiával. Az egyik legmeghatóbb eposz "Kilenc Bogadanovics anyjának halála" és mindenekelőtt Banović Strahinja, aki egyedül küzdött a törökökkel, amikor a feleségét elrabolták és legyőzte őket. Amikor pedig a felesége megcsalta, megbocsátott neki, ráhagyta minden vagyonát és ő vonult vissza.
Mivel Miloš Obilić neves hősnek számított, sok irigye is akadt, például Vuk Branković herceg, aki meggyanúsította, hogy áruló lett. Erre ő megesküdött, hogy mindjárt a második napon megöli a szultánt, hogy ártatlanságát bebizonyítsa, még akkor is, ha az életébe kerül. Így hát beszökött a török táborba, mondván, hogy át akar állni és titkos információi vannak a szerbek terveiről. A szultán megörülvén a jó hírben levő árulónak, a sátrába hívatta. Ő a porba vetette magát, és úgy tett, mintha meg akarná csókolni a szultán cipőjét. Ekkor előrántotta a tőrét, és szíven szúrta a szultánt (a tőr mérgezett volt). Miloš végül a testőrség kardcsapásainak áldozatává vált. 
Ezt ma egyre valószínűbbnek tartják, főleg a szultán halála miatt. A csata után is egy keresztény lovag híre terjedt el, aki a szultánt megölte. 
Bajazid fermánjában Szulejmán bég, Bursa kádijához is egy Miloš Kupili (v. Kobilić) áll a gyilkos neveként. A történelem maga nem ismer sehol sem egy Miloš Obilićet. Ezért a történelemírás abból indul ki, hogy Miloš Obilić valójában Nikola Vratkovićnak hívták "Miloš", a "kedves" melléknévvel és Lázár feleségének a testvére volt. Életében Miloš Nikolának hívták. A későbbi nevét Obilić, korábban Kubili, Kubilović vagy Kobilić, valószínűleg a török szóból kubila=gyilkos kapta. És ténylegesen, a török történetíró Idris Bitlisi a 15. században egy Miloš Nikolát említ a szultán gyilkosaként.

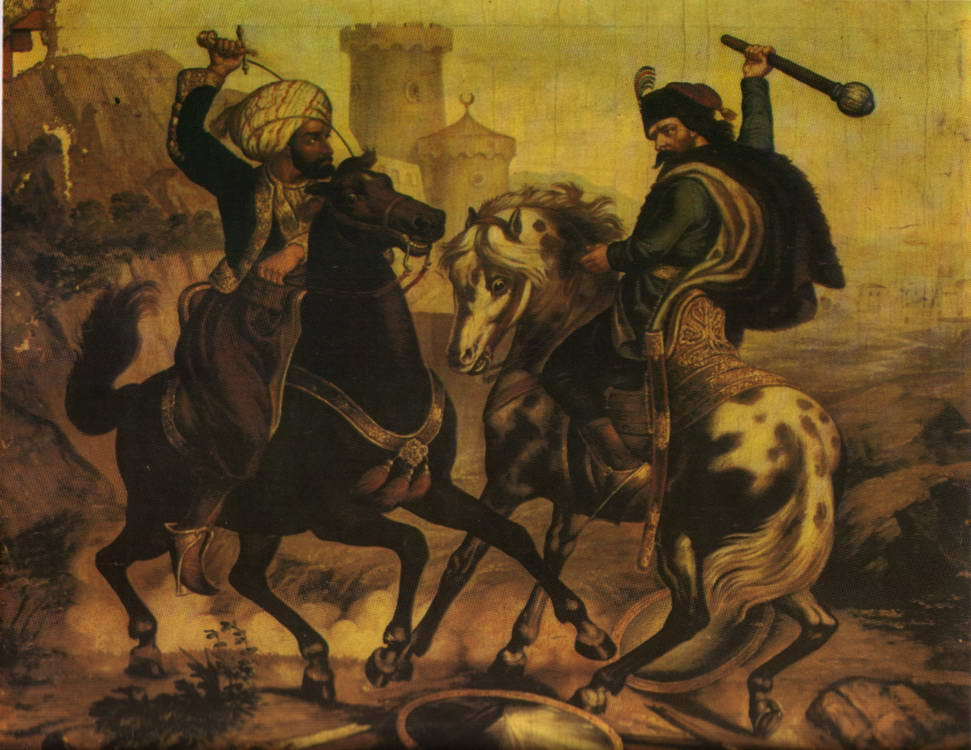
Marko Kraljević és Musa Kesedžija

A legenda egy további szereplője Marko szerb királyfi (Kraljević Marko), aki a legenda szerint nem vett részt a csatában. Későn érkezett, így hát ő lett az egyetlen királyi sarj, aki a csatát túlélte és a török uralmat el kellett ismernie. Marko Mrnjavčević a mai Makedóniában uralkodott Prilep város környékén. 1393, vagy 1394-ben halt meg a rovinei csatában, I. Bajazid oszmán szultán havasalföldi hadjárata során. Utolsó szavai állítólag azok voltak, hogy inkább meghal, ha cserébe a kereszténység diadalmaskodik. A legendában 160 évig élt, és prilepi várából kilovagolva keresztény szűzeket mentett meg az oszmánoktól való megrontástól. A szultán tiltása ellenére bort ivott a ramadán ideje alatt. Emellett a szultánnal harcolt egészen Arábiáig. Továbbá Magyar Fülöp (Philipus Hispanus de Scolaris) vértestvére is volt, aki magyar hadvezér volt a Toszkánából és 1402-ben Lazarevics István és a magyarok közötti szövetséget összehozta, mely később Musa Kesedžiját aki Albániában – aki egy felkelést kezdett a szultán ellen –, leverte. 
A tündér Ravojlija (Vila Ravojlija) védi őt és ad neki tanácsokat. Egy nap, amikor meg kellett halnia, a tündér közölte vele, hogy a nap elérkezett. Ekkor lovát lefejezte és ünnepélyesen eltemette, aztán kardját sziklába szúrta, hogy csak az húzhassa ki, aki vele egyenértékű, aztán lefeküdt a fűbe. Nem halt meg, de nem is élt már. Vándorok mentek el mellette, de mind azt hitték, hogy csak alszik. Amikor egy hilandari szerzetes felismerte, hogy már nem él, elvitték földi maradványait a Hilandari kolostorba, ahol eltemették.
A 19. században lett a rigómezei mítosz nemzeti örökség, mely arra motivál, hogy egész Szerbiát fel kell szabadítani és az egykori szerb birodalmat helyre kell állítani, mely nem más volt, mint egy egységes délszláv nemzet létrehozása. Amely a szerbeket, bosnyákokat, horvátokat, szlovénokat, montenegróiakat, macedónokat egyesít. Sőt azokat a területeket is egyesíteni kell, ahol még élnek délszlávok.

## Rigómező emléke
Az első rigómezei csata a mai napig nagy szerepet játszik a szerb köztudatban. Többek szerint Slobodan Milošević a 600. évforduló alkalmával elmondott beszéde az 1991-1995-ös délszláv háború és a koszovói háború egyik előjele volt.
A rigómezei csata évfordulóján, 1914. június 28-án gyilkolta meg Szarajevóban Gavrilo Princip szerb merénylő Ferenc Ferdinánd trónörököst, ami casus bellit teremtett az első világháború kirobbantásához.